# 2023年蒙特利公园枪击案
2023年蒙特利公园枪击案（英语：2023 Monterey Park shooting），是指2023年1月21日农历除夕期间发生在美国加州洛杉矶县蒙特利公园市舞星舞廳（Star Dance Studio）的一起大规模枪击案，至少造成11人死亡（不包括兇手）、16人受伤。這起事件是自1984年聖思多羅麥當勞大屠殺事件後，加州现代史上最严重的枪击事件之一。嫌犯为72岁的越南華裔男子陈友勤（Trần Hữu Cần）。此外僅兩天後，加州又再度發生7人死亡的半月灣槍擊案。

## 背景
自1970年代起，蒙特利公园市开始有许多台湾移民居住，因此该地有“小台北”之称。改革開放后，中国大陆移民亦陆续迁入，成为该社区主流。至今，有资料显示，蒙特利公园市6万多人有三分之二是亚裔，其中多数是华人。舞厅所在的广场被中国大陆移民称为“丁胖子”，餐馆林立，是洛杉矶华人社群重要聚集地。蒙特利公园市与台湾新北市永和区及中国大陆的泉州市及潮州市为姊妹市，在全美华人社群占有重要地位。

## 案件
枪击案发生於2023年1月21日，美国加州蒙特利公园嘉偉大道（Garvey Ave）的一间名为“舞星”的华人经营的國標舞厅内，当时舞厅正在举行农历除夕庆祝活动。造成至少11人死亡、16人受伤，受害者多为华裔。

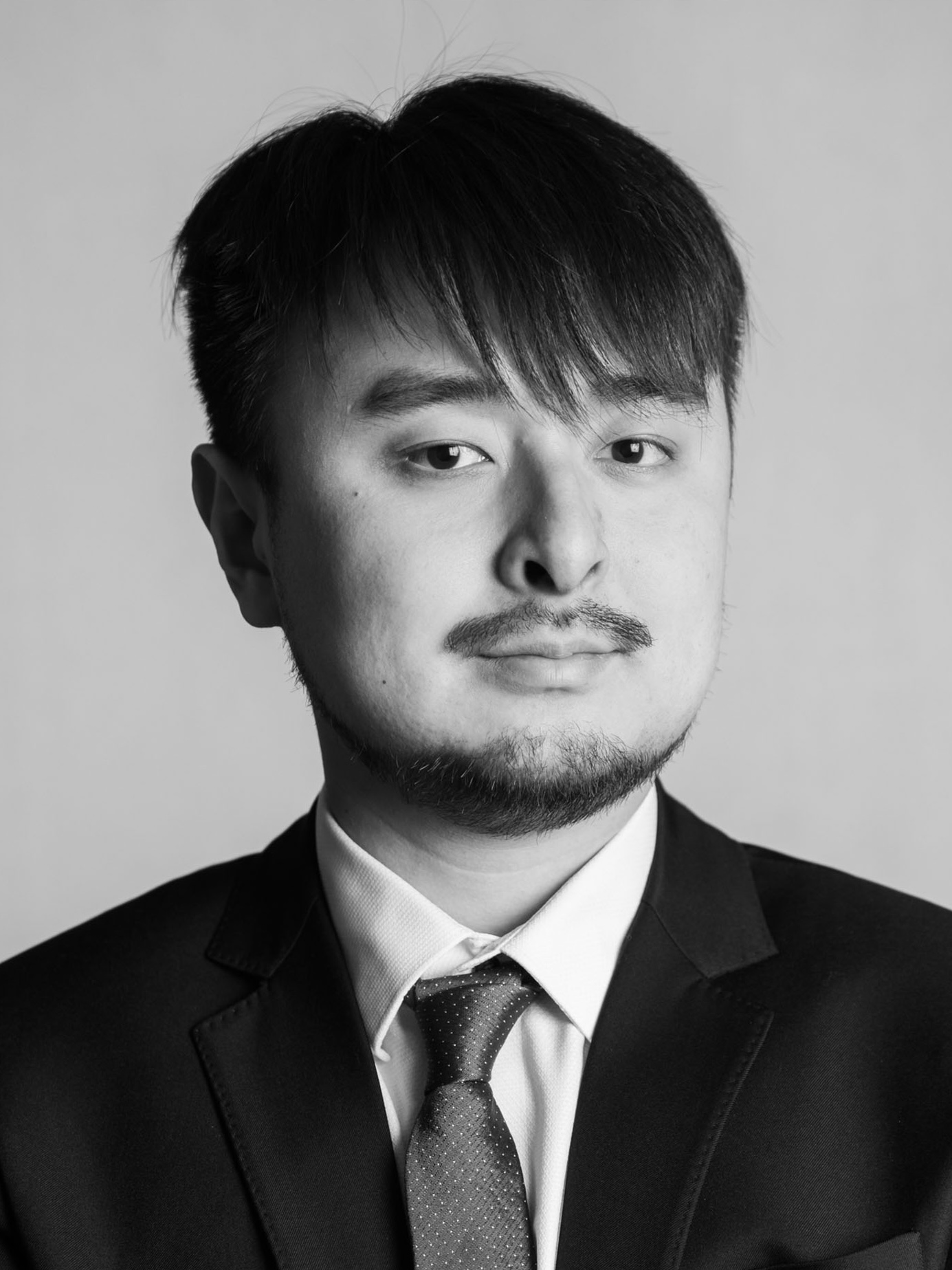
布兰登·蔡，徒手奪下凶手用槍的另一間舞廳東主

警方表示，枪手在袭击“舞星舞厅”后，又前往“來來舞厅”（Lai Lai Ballroom & Studio）试图继续袭击，但在门外被人拦下夺枪后，枪手随即驱车逃逸，接着與警方對峙过程中於白色廂型車內舉枪自杀。兇手是以一把中國北方工業的7.62口徑手槍自戕身亡。
受害者年齡偏大，分別為50多歲、60多歲和70多歲為主。有3名臺灣僑民和1名中國公民在此次槍擊中遇難。

## 嫌犯
当地时间22日上午，警方在一辆白色厢型车发现嫌疑人尸体，初步判断嫌疑人为自杀身亡。根據其前妻所出示的婚姻證件，凶手为中國移民。洛杉矶警方证实，在舞厅开枪的嫌犯为一名72岁的越南華裔男子，姓名为陈友勤，身高約175公分、體重68公斤，監視器畫面顯示他戴眼鏡、身穿深灰色夾克、頭戴黑白花紋的毛帽；其正面清晰證件照也在稍早被公開。
洛杉磯中華總商會主席莊佩源（Chester Chong）表示，嫌犯前妻曾獲邀參加一場活動而嫌犯沒有獲邀。嫌犯的朋友表示，指嫌犯是舞星的常客，曾幾乎每天晚上來到舞星跳舞。不過嫌犯經常抱怨舞廳的教練不喜歡他，又說他壞話。嫌犯很容易被激怒，經常抱怨，而且似乎不信任別人，對舞星的很多人充滿敵意。
兇手前妻表示，事發20多年前，陈友勤與她在舞廳相識後來主動自我介紹，並教她跳舞，兩人後來結婚。雖然陈友勤從未有過家暴，但非常易怒。2005年，兩人離婚。前妻表示陈友勤有時候會當卡車司機，Huu Can Tran於2002年在加州註冊了一家名為「Tran's Trucking Inc.」的公司。但大約兩年後，他註銷了該公司。2013年，嫌犯賣掉了他在聖加布里埃爾市的房子，7年後於加州县赫米特市的長者生活社區買了一間貨櫃屋。赫米特市警方表示，槍手於2023年1月兩次到警局，聲稱10至20年前被家人欺詐、盜竊及下毒，並表示會再帶同文件到警局。

## 反应

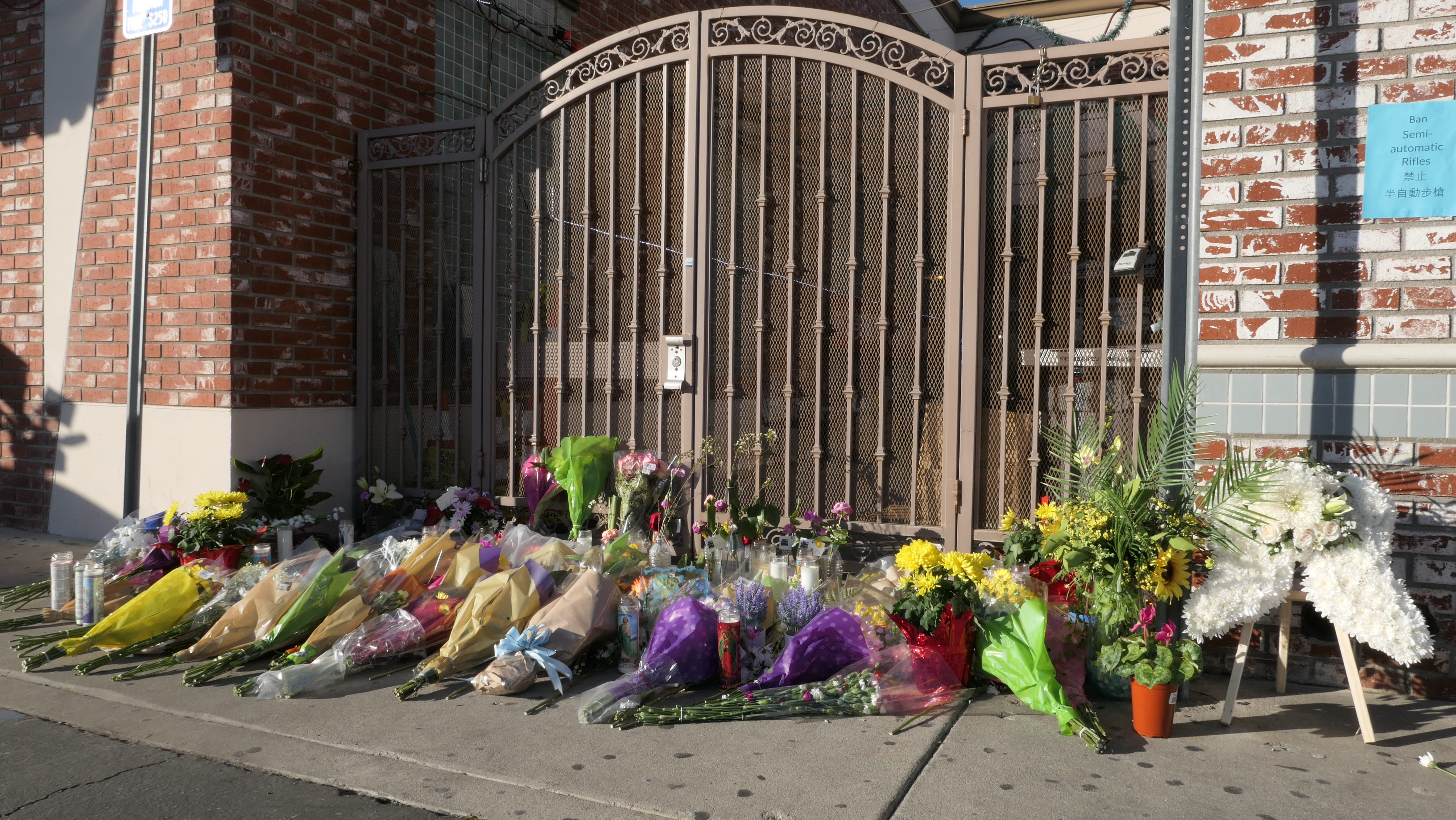
案发后，当地民众在案发地举行纪念活动

案发后，美国总统乔·拜登就枪击案发表声明，总统夫妇表示对逝者致以哀悼，对伤者致以问候。并指示总统国家安全事务助理联邦当局给予州政府全力支持，彻查事件。1月22日，拜登下令白宫以及全国所有政府大楼、各军事基地下半旗为死难者致哀。蒙特利公园市原计划有两天的庆祝活动被取消，舞厅附近的大部分地区已被封锁。与此同时，美国纽约市、迈阿密、洛杉矶当地举行的农历新年庆祝活动也增强了安保力度。